# ینی قزلجه
ینی قزلجه (قزلجه نو) (به لاتین: Yeni Qızılca) یک منطقه مسکونی در جمهوری آذربایجان است که در شهرستان گوی‌گول واقع شده است. ینی قزلجه ۱۱۷۳ نفر جمعیت دارد.